# Giovanni Poggi
Giovanni Poggi (Firenze, 11 febbraio 1880 – Firenze, 27 marzo 1961) è stato uno storico e museologo italiano; si laureò in lettere presso l’Istituto di studi superiori nel 1902 e si dedicò allo studio delle arti e alla ricerca documentaria: la ricerca e lo studio delle fonti archivistiche sarebbero rimasti sempre il fulcro dei suoi interessi di studioso.

## Biografia
Poggi nacque a Firenze da Luigi e da Assunta Papini. 
Intraprese la carriera di funzionario delle Antichità e belle arti all’indomani dell’approvazione della nuova legge dello Stato italiano, legge 12 giugno 1902 n. 185 («Conservazione dei monumenti e degli oggetti di antichità e d’arte»), e ricoprì fin dal 1904 il ruolo di ispettore straordinario delle Regie Gallerie di Firenze. Poggi in qualità di funzionario delle Belle arti diresse fin dal 1906 il Museo nazionale del Bargello, e dal 1912 la Galleria degli Uffizi.

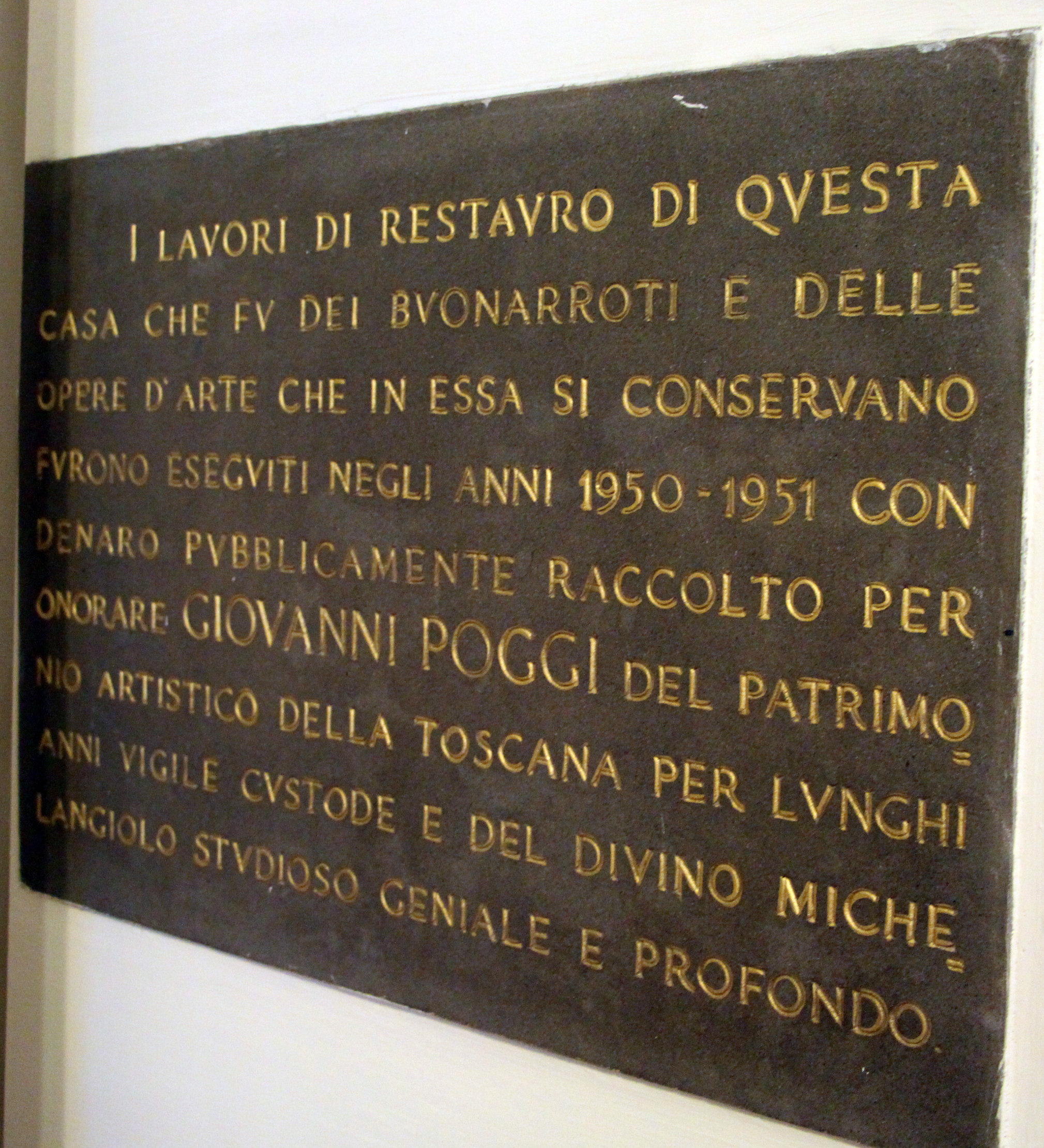
Casa Buonarroti, targa Giovanni Poggi sul restauro effettuato, 1951

Fondatore e condirettore della pubblicazione Rivista d'arte.
Nel 1913 Poggi riuscì a far recuperare la Gioconda, trafugata due anni prima dal museo parigino del Louvre. Poggi era stato contattato dall'antiquario fiorentino Alfredo Geri per verificarne l'autenticità dopo essere venuto in contatto con Vincenzo Peruggia che ingenuamente pensava di rivendere il famoso quadro che egli stesso aveva, nel 1911, sottratto dal Museo del Louvre. In seguito, nel 1917, si occupò della restaurazione del Crocifisso di Cimabue. 
Se ancora oggi possiamo ammirare molte delle opere presenti nei musei e nelle chiese di Firenze ai tempi della Seconda guerra mondiale lo dobbiamo in gran parte a lui in quanto attuò, all'indomani dell'entrata in guerra dell'Italia, un piano di protezione e salvaguardia del patrimonio artistico culturale: individuò decine di luoghi sicuri dove fece spostare le opere. Questo per preservarle da possibili danneggiamenti, ma anche dal saccheggio nazista ordinato da Hitler stesso.

Dopo che nel 1949 Giovanni Poggi fu messo a riposo per sopraggiunti limiti di età, ci fu la nomina da parte del Comune di Firenze che lo volle a sopraintendere agli istituti e ai monumenti di propria competenza.